# Vujadin Savić
Vujadin Savić (serbisch-kyrillisch Вујадин Савић, * 1. Juli 1990 in Belgrad, SFR Jugoslawien) ist ein serbischer ehemaliger Fußballspieler, der bevorzugt auf der Position des Innenverteidigers eingesetzt wurde.

## Karriere

### Karrierebeginn in Belgrad
Seine aktive Karriere als Fußballspieler begann Savić 1998 bei seinem Heimatverein, dem FK Roter Stern Belgrad, bei dem er die verschiedenen Jugendspielklassen durchlief. Aufgrund seiner guten Leistungen im Nachwuchs wurde der großgewachsene Verteidiger im Jahre 2007 von der vereinseigenen Jugend zum FK Rad verliehen, der seinen Spielbetrieb zum damaligen Zeitpunkt noch in der zweitklassigen serbischen Prva liga Srbija hatte. Dort kam er am 23. März 2008 zu seinem Pflichtspieldebüt, als er beim 1:1-Heimremis gegen den FK Zemun von Beginn an zum Einsatz kam und in der 78. Spielminute durch den Stürmer Nemanja Obradović ersetzt wurde. Bis zum Saisonende kam er zu weiteren sechs Meisterschaftseinsätzen, wobei er dabei bereits des Öfteren über die volle Spieldauer eingesetzt wurde.
Mit der Mannschaft schaffte er zum Saisonfinish nur knapp nicht den direkten Aufstieg in die höchste serbische Spielklasse, die SuperLiga, hatte aber die Chance über das Aufstiegsplay-off in die nächsthöhere Spielklasse zu kommen. Nach einem knappen Play-off-Verlauf schaffte die Mannschaft mit einem 4:2-Sieg im Elfmeterschießen gegen den FK BSK Borča den Aufstieg ins Serbiens höchste Fußballliga. In der Spielzeit 2008/09 folgten für den jungen Innenverteidiger 18 Einsätze in der SuperLiga, in denen er allerdings torlos blieb. Sein Debüt in der höchsten serbischen Spielklasse gab er am 23. August 2008, als er bei der 1:2-Auswärtsniederlage gegen den FK Čukarički Stankom über die volle Spieldauer am Platz stand. Nachdem seine die Anzahl seiner Einsätze zum Saisonende hin abnahm, erreichte er mit dem Team den achten Platz innerhalb der Tabelle und sicherte sich so den Klassenerhalt in der SuperLiga.

### Rückkehr zu Roter Stern Belgrad
Nach dem eher schwachen Abschneiden mit dem FK Rad kehrte Savić zum Saisonende wieder zu seinem eigentlichen Stammverein in die serbische Hauptstadt zurück. Auch dort konnte sich der 19-Jährige nicht wirklich durchsetzen und brachte es über die gesamte Saison hinweg auf 14 Meisterschaftsauftritte. Sein Pflichtspieldebüt für seinen ehemaligen Ausbildungsverein gab der Abwehrspieler am 6. August 2009 beim 5:2-Erfolg im Rückspiel der 3. Europa-League-Quali-Runde gegen Dinamo Tiflis. Neun Tage nach dem Einsatz gegen die Georgier gab Savić auch in der Liga sein Debüt für den Hauptstadtklub. Wie schon gegen Tiflis spielte er am 15. August 2009 beim 3:0-Auswärtssieg über den FK Jagodina über die volle Spieldauer durch. Weiters konnte der junge Verteidiger weitere Erfahrung im europäischen Fußball sammeln, als er im Qualifikationsplay-off, der eigentlich vierten Quali-Runde zur Europa League 2009/10, in Hin- und Rückspiel gegen Slavia Prag eingesetzt wurde. Innerhalb der Liga dauerte er bis zur zehnten Runde, bis Savić wieder unter Vladimir Petrović zum Einsatz kam.
Über die gesamte Saison hinweg brachte es Savić auf 14 Einsätze in der SuperLiga, von denen er allerdings nur fünf über die volle Spieldauer absolvierte. Mit der Mannschaft erreichte er am Saisonende mit sieben Punkten Rückstand auf den FK Partizan Belgrad, aber 21 Punkten Vorsprung auf den nächstplatzierten Verfolger OFK Belgrad, den zweiten Tabellenplatz. Für den 1,94 m großen Abwehrrecken ein weiter großer Erfolg auf dem Weg zu einer Größe im europäischen Fußball in der Innenverteidigung. Nachdem Savić vor allem durch seine Tätigkeit im serbischen U-21-Nationalteam über die Landesgrenzen hinweg auffiel, bekam er erste Angebote von größeren europäischen Klubs, unter anderem auch vom französischen Erstligisten Girondins Bordeaux.

### Wechsel nach Frankreich
Dieser war es auch, der den mittlerweile 20-Jährigen am 23. Juli 2010, zu sich holte und ihn mit einem Fünfjahresvertrag ausstattete. Bereits am Tag nach seiner Vertragsunterzeichnung feierte er bei seinem ersten offiziellen Auftritt als Girondins-Bordeaux-Spieler einen Einstand nach Maß, als er bei einem Freundschaftsspiel gegen den FC Tours den einzigen Treffer der Begegnung zu Gunsten seines Teams erzielte. Doch auch sein erster Pflichtspieleinsatz ließ nicht lange auf sich warten. Schon am 7. August 2010, dem ersten Spieltag der gerade angelaufenen Saison 2010/11, kam der großgewachsene Verteidiger bei der 0:1-Auswärtsniederlage gegen den HSC Montpellier über die vollen 90 Minuten zum Einsatz. Es folgten weitere sieben Meisterschaftseinsätze und ein Torerfolg.
Von Januar 2012 bis Juli 2013 war Savić an Dynamo Dresden ausgeliehen und absolvierte 33 Zweitligaspiele für die Sachsen. Im Sommer 2013 kehrte er nach Bordeaux zurück, ehe Savić im Januar 2014 an Arminia Bielefeld verliehen wurde.
Anfang 2015 erhielt Savić einen Vertrag beim FC Watford in England; seit Mitte des Jahres spielte er dann für Sheriff Tiraspol. Dort spielte er zwei Jahre und ging dann erneut zu FK Roter Stern Belgrad. Im Sommer 2019 unterschrieb er einen Vertrag bei APOEL Nikosia und wurde von dort für die Rückrunde der Saison 2020/21 an NK Olimpija Ljubljana verliehen.

### Von der U-17 bis ins U-21-Nationalteam
Erste Erfahrungen in einer Nachwuchsauswahl seines Geburtslandes durfte Savić im Jahre 2006 sammeln, als er erstmals in den U-17-Kader Serbiens berufen wurde. Mit der Mannschaft nahm er unter anderem an der Qualifikation zur U-17-EM 2007 teil, schaffte es mit der Mannschaft jedoch nicht, sich für die Endrunde in Belgien zu qualifizieren. Nach weiteren Einsätzen für die serbische U-19-Auswahl, für die er oftmals sehr torgefährlich agierte, kam er im Jahre 2009 erstmals in die U-21-Nationalmannschaft Serbiens, für die er bis dato (Stand: 10. Oktober 2010) in elf absolvierten Länderspielen vier Mal zum Torerfolg kam. Auch mit der U-21 nahm er an einer EM-Qualifikation teil. Mit der Mannschaft schied er in der Qualifikation zur U-21-EM 2011 als Dritter in der Gruppe 7 bereits frühzeitig aus und kann so nicht an der EM-Endrunde in Schweden teilnehmen.

## Erfolge
- Serbischer Pokalsieger: 2010
- Moldauischer Meister: 2016, 2017
- Moldauischer Superpokalsieger: 2016
- Moldauischer Pokalsieger: 2017
- Serbischer Meister: 2018, 2019
- Zyprischer Superpokalsieger: 2019

## Privates
Neben seinem Vater Dušan, der im Laufe seiner Karriere auf Vereinsebene für den FK Roter Stern Belgrad, Sporting Gijón, den OSC Lille und die AS Cannes spielte, und von 1975 bis 1982 zu zwölf Einsätzen und vier Toren für die jugoslawische Nationalmannschaft kam, hat Savić auch einen fußballspielenden Bruder. Der rund fünfeinhalb Jahre ältere Uroš war im Profibereich für den FK Voždovac Belgrad, den FK Zemun, den FK Banat Zrenjanin und den FK Bežanija aktiv, spielt aber heute nur mehr auf Amateurebene.
Seine Mutter ist die Autorin, Journalistin und TV-Moderatorin Marina Rajević-Savić, die in den 1980er-Jahren für ihren damaligen Fernsehsender als Korrespondentin in Frankreich arbeitete. Außerdem moderierte die gelernte Französisch- und Italienischlehrerin die jugoslawische Talkshow Dok anđeli spavaju.
Savić ist seit 2009 mit der Schauspielerin und TV-Moderatorin Mirka Vasiljević liiert.